# Ashmeadiella sangrita
Ashmeadiella sangrita là một loài Hymenoptera trong họ Megachilidae. Loài này được Peters mô tả khoa học năm 1972.